# Ferdinand Wilhelm Holz
Ferdinand Wilhelm Holz (vereinzelt auch Holtz; * 27. Dezember 1799 in Grüneberg; † 1. Mai 1873 in Berlin) war ein deutscher Architekt.

## Leben
Ferdinand Wilhelm Holz studierte an der Berliner Bauakademie. 1824 war er Mitbegründer des Architektenvereins zu Berlin und wurde nach seiner Bauführerprüfung Privatarchitekt in Berlin. 1836 entwarf er zur Ausstellung der Akademie der Künste ein Rathaus. Zwischen 1843 und 1850 legte er seine Baumeisterprüfung ab, von 1850 bis 1873 war er Lehrer der Berliner Bauakademie.
Sein Hauptwerk war die Planung des Hamburger Bahnhofs in Berlin gemeinsam mit dem Direktor der Berlin-Hamburger Bahn, Friedrich Neuhaus, in den Jahren 1846 bis 1847. Das Bahnhofsgebäude ist das einzige heute noch erhaltene eines Berliner Kopfbahnhofs aus dieser Zeit. Die Anlage wird aber bereits seit Ende des 19. Jahrhunderts nicht mehr als Bahnhof benutzt. Zwischen 1841 und 1872 schuf er zudem zehn Mappenwerke mit Architekturvorlagen und schrieb zahlreiche Lehrbücher für den Unterricht an der Akademie.

## Bauten
Zusammen mit Friedrich Neuhaus gilt Holz als Mitarchitekt einer Reihe von Bahnhofsgebäuden an der Berlin-Hamburger-Eisenbahn, unter anderem:
- 1844–1846: Bahnhof in (Berlin-)Spandau (heute Bahnhof Berlin-Stresow)
- 1844–1846: Bahnhof in Nauen (nicht mehr existent)
- 1844–1846: Bahnhof in Paulinenaue
- 1844–1846: Bahnhof in Zernitz
- 1844–1846: Bahnhof in Glöwen
- 1844–1846: Bahnhof in Bad Wilsnack
- 1844–1846: Bahnhof in Wittenberge
- ca. 1859: Bahnhof in Karstädt
- 1845–1847: Hamburger Bahnhof in Berlin

## Werke
- Architektonische Details zum praktischen Gebrauch. Heymann, Berlin 1844; archive.org.
- Entwürfe zu Land- und Stadt-Gebäuden. In 8 Lieferungen à 6 Blatt in Farbendruck. Bearb. nach den verschiedenartigsten Bedingungen und Baustylen von F. W. Holz. Grieben, Berlin 1852 (urn:nbn:de:bsz:14-ppn3215920267, SLUB Dresden, Digitale Quellensammlung zur Technikgeschichte II).
- Details griechischer Haupt-Gesimse zusammengestellt für die mannigfachsten Anwendungen in 40 Blättern. Berlin 1854; archive.org.
- Ziegelstein-Architektur. 2 Bände. Grieben, Berlin 1866 und Scholtze, Leipzig 1871.
- Öffentliche Privat-Bauten. Architectonische Entwürfe. 2. Auflage. Grieben, Berlin 1900.